# Paragona dubia
Paragona dubia là một loài bướm đêm trong họ Erebidae.